# Parafia św. Jana Apostoła w Przemyślu
Parafia św. Jana Apostoła w Przemyślu-Przekopana – parafia rzymskokatolicka pod wezwaniem św. Jana Apostoła w Przemyślu, należąca do dekanatu Przemyśl III w archidiecezji przemyskiej. 

## Historia
W 1770 roku gekokatolicy w Przekopanej zbudowali drewnianą cerkiew. W latach 1887–1901 zbudowano murowaną cerkiew. W 1914 roku podczas wojny cerkiew została zniszczona, a w latach 1926–1931 odbudowana.
Pod koniec lat 50. XX wieku na terenie dzisiejszej ul. Ofiar Katynia, zbudowano Zakłady Płyt Pilśniowych, przy których powstało osiedle pracownicze, które po rozpoczęciu produkcji w 1964 roku miało perspektywę dalszego rozwoju. W 1961 roku wieś Przekopana została włączona w skład miasta Przemyśla.
W 1966 roku ks. Tadeusz Śliwa został wyznaczony do posługi duszpasterskiej na nowym osiedlu, a dawna została zaadaptowana na kościół rzymskokatolicki. 20 marca 1971 roku przy kościele na Przekopanej utworzono rektorat.
21 czerwca 1982 roku dekretem bpa Ignacego Tokarczuka  została erygowana parafia pw. św. Jana Apostoła z wydzielonego terytorium parafii Przemyśl–Błonie. Jej pierwszym proboszczem został dotychczasowy rektor ks. dr Józef Sroka.
Proboszczowie parafii:
1982–1992. ks. dr Józef Sroka.
1992–1998. ks. Stanisław Ożóg.
1998–1999. ks. Tadeusz Żygłowicz.
1999–2011. ks. Marek Cisek.
2011–2014. ks. Jacek Żygała.
2014–2020. ks. Tadeusz Dec.
2020– nadal ks. Stanisław Świder.

## Terytorium parafii
Do parafii należy 1300 wiernych mieszkających przy ulicach: Hurecka, Lwowska (numery od 17 – strona północna i od 38 – strona południowa), Mała, Miodowa, Niecała, Ofiar Katynia (domki jednorodzinne i bloki), Okrężna, Sienna, Skolimowska, Smolna, Piaskowa, Przejazdowa, Przekopana, Przerwa, Wschodnia, Północna.